# Auzebosc
Auzebosc é uma comuna francesa na região administrativa da Normandia, no departamento de Sena Marítimo. Estende-se por uma área de 4,75 km². Em 2010 a comuna tinha 1 486 habitantes (densidade: 312,8 hab./km²).